# Мохамед Камара
Мохамед Медо Камара (Бо, Сијера Леоне, 16. новембар 1987) је професионални фудбалер који је играо за Партизан из Београда. Игра на позицији везног играча. Финско држављанство је добио у фебруару 2010. године.